# Semachrysa polysticta
Semachrysa polysticta är en insektsart som beskrevs av Brooks 1983. Semachrysa polysticta ingår i släktet Semachrysa och familjen guldögonsländor. Inga underarter finns listade i Catalogue of Life.